# Dinastía Vojislavljević
La  dinastía Vojislavljević (en serbio: Војислављевић) fue una dinastía serbia medieval cuyo epónimo fue el arconte Esteban Vojislav, que arrebató a los bizantinos el control de Doclea, Travunia, Zahumlia, Racia y Bosnia a mediados del siglo XI. Sus sucesores, los reyes Miguel I Vojislavljević (m. 1081) y Constantino Bodin (m. 1101) extendieron y consolidaron el nuevo Estado. A finales del siglo XII, la línea principal de la familia perdió el poder en favor de una colateral, la Vukanović (que luego sería la Nemanjić).

## Soberanos

### Esteban Vojislav
Esteban (Stefan) Vojislav, el fundador y epónimo de la dinastía, era un noble al servicio del Imperio bizantino que ostentaba los títulos de arconte, y toparca de los kastra dálmatas de Zeta y Ston. En 1034 se rebeló; vencido, fue encarcelado en Constantinopla. Logró escapar y volver al norte, donde volvió a sublevarse; esta vez sí consiguió independizarse del imperio y se arrogó el título de «príncipe de los serbios», si bien sus dominios eran reducidos. Los escritores bizantinos contemporáneos afirman que era serbio. Fuentes más tardías y menos fiables indican que era primo de Jovan Vladimir (990-1016), que ya había gobernado la región anteriormente.

### Miguel I

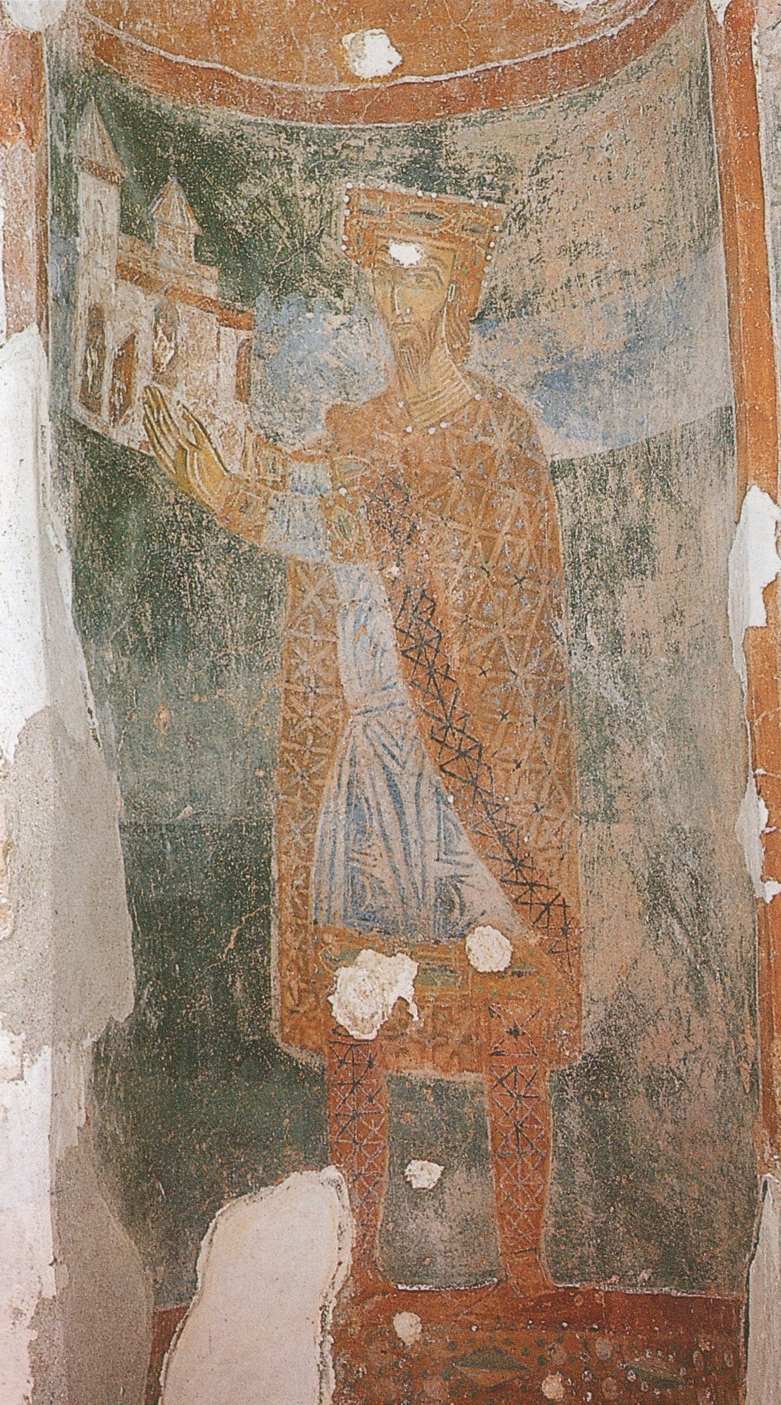
Fresco de Miguel I en la iglesia de San Miguel en Ston.

Miguel (Mihailo) asumió el título de gran príncipe en torno al 1050/1055. Restauró la independencia, que defendió de los intentos bizantinos de sometimiento. Trató de estrechar lazos con otras potencias, como los normandos y el papado. Nombró príncipe de Rascia a su hijo Petrislav. Tras el fracaso de la sublevación de Bulgaria, el gobernador militar de Dirraquio, Nicéforo Brienio, sometió nuevamente Rascia al emperador en el 1073. Según algunas fuentes, el papa Gregorio VII le envió los símbolos reales en el 1077. Existe una imagen de Miguel con corona en la iglesia de San Miguel en Ston, en la península de Pelješac (en la moderna Croacia). El reinado de Miguel concluyó en el 1080.

### Constantino Bodin
Le sucedió su hijo Constantino Bodin, que reinó de 1080 a 1101. Se enfrentó tanto a los bizantinos como a los normandos y conquistó la ciudad de Dirraquio. Hizo de Bosnia y Rascia territorios vasallos, cuyo gobierno encomendó respectivamente a Esteban (Bosnia) y a Vukan y Marko.  Estos últimos eran probablemente hijos de Petrislav, hermano de Constantino. Vukan (1083-1115) era el gran zupan, mientras que Marko dirigía la administración de parte de Rascia. El emperador bizantino Alejo obligó a Vukan a reconocer la autoridad bizantina en el 1094. Tras morir Bodin en el 1101, sus sucesores se disputaron la herencia; las luchas debilitaron el principado. Bodin había desterrado a su hermano menor Dobroslav y a su primo Kočapar. Estos regresaron en 1101 y trataron de hacerse con el poder con la colaboración de otro nieto de Miguel llamado Vladimir. Este se sabe que desposó a la hija de Vukan de Rascia.

### Decadencia
En 1114, Jorge (Đorđe), hijo de Constantino Bodin, se hizo con el poder en Doclea. Al año siguiente Vukan perdió Rascia, que obtuvo su sobrino Uroš I (aprox. 1115-1131). Jorge reinó hasta el 1118. Uno de los hijos de Uroš  fue Zavida, príncipe de Zahumlia. Sus cuatro hijos finalmente restauraron el orden en Rascia y fundaron la dinastía Nemanjić.
En estas luchas, en Doclea se hicieron con el poder nuevos señores favorables a los soberanos de Rascia, entre los que destacó Esteban Nemanja, uno de los hijos de Zavida (alrededor del 1166). Su hijo Esteban I Nemanjić restauró el reino de Doclea al recibir del papa las insignias reales 1217, que lo nombró «rey de todas las tierras serbias y del mar».
Después de Constantino Bodin, la Crónica del Sacerdote de Doclea afirma que los siguientes soberanos de la misma familia reinaron en Doclea:
- Dobroslav II (1101-1102)
- Mihailo II (1101-1102)
- Dobroslav III (1102)
- Kočopar (1102-1103)
- Vladimir (1103-1114)
- Đorđe (1114-1118, 1125-1131)
- Grubeša (1118-1125, príncipe)
- Gradihna/Gradinja (1131-1145)
- Radoslav (1146-1148, 1162, príncipe)
- Mihailo III (c. 1180-86/89, príncipe)

Sin embargo, ninguna fuente contemporánea los menciona.